# Бандах, Лешек
Ле́шек Ба́ндах (пол. Leszek Bandach; род. 3 июня 1960, Зелёна-Гура) — польский фехтовальщик-рапирист. Выступал за сборную Польши по фехтованию в конце 1980-х — начале 1990-х годов, серебряный и бронзовый призёр чемпионатов мира, бронзовый призёр чемпионата Европы, победитель национальных первенств, участник летних Олимпийских игр в Сеуле.

## Биография
Лешек Бандах родился 3 июня 1960 года в городе Зелёна-Гура Любушского воеводства. Заниматься фехтованием начинал в местном клубе, позже проходил подготовку в клубах Сосновца, Катовице и Радлина.
Впервые заявил о себе в 1979 году, став вторым в командном первенстве рапиристов на чемпионате Польши. В 1981 году впервые стал чемпионом польского национального первенства среди рапиристов, в последующие годы неоднократно становился призёром в различных фехтовальных дисциплинах.
Благодаря череде удачных выступлений удостоился права защищать честь страны на летних Олимпийских играх 1988 года в Сеуле — занял здесь 29 место в личном первенстве рапиристов и расположился на пятой строке в командном первенстве.
После сеульской Олимпиады Бандах остался в основном составе фехтовальной команды Польши и продолжил принимать участие в крупнейших международных турнирах. Так, в 1990 году он побывал на чемпионате мира в Лионе, откуда привёз награду серебряного достоинства, выигранную в командном зачёте — в финале поляки проиграли итальянцам.
В 1991 году завоевал бронзовую медаль в командной дисциплине на чемпионате Европы в Вене.
Последний раз показал сколько-нибудь значимый результат на международной арене в сезоне 1993 года, когда на мировом первенстве в Эссене взял бронзу в командном первенстве рапиристов. Впоследствии ещё в течение многих лет оставался действующим спортсменом, хотя серьёзных успехов больше не добивался.